# Knautia dalmatica
Knautia dalmatica är en tvåhjärtbladig växtart som beskrevs av Günther von Mannagetta und Lërchenau Beck. Knautia dalmatica ingår i släktet åkerväddar, och familjen Dipsacaceae. Inga underarter finns listade i Catalogue of Life.